# Rajada peluda
La rajada peluda, la clavellada, la clavellada peluda, l'escrita, l'escrita peluda, la rajada o la rajada jaspiada (Raja radula) és una espècie de peix de la família dels raids i de l'ordre dels raïformes.

## Morfologia
- Els mascles poden assolir 70 cm de longitud total.[5][6]

## Reproducció
És ovípar, els ous tenen com a banyes a la closca i les femelles ponen entre 80-154 ous a l'any.

## Alimentació
Menja animals bentònics.

## Hàbitat
És un peix marí i demersal que viu fins als 300 m de fondària.

## Distribució geogràfica
Es troba a la mar Mediterrània.

## Observacions
És inofensiu per als humans.